# Villa Léandre
La villa Léandre est une voie du 18e arrondissement de Paris, en France.

## Situation et accès
La villa Léandre est une voie publique située dans le 18e arrondissement de Paris. Elle débute au 23 ter, avenue Junot et se termine en impasse. Quelques maisons en brique rouge de style anglo-saxon agrémentent cette voie pavée tranquille et pittoresque.
Le quartier est desservi par la ligne 12 à la station Lamarck - Caulaincourt.

## Origine du nom

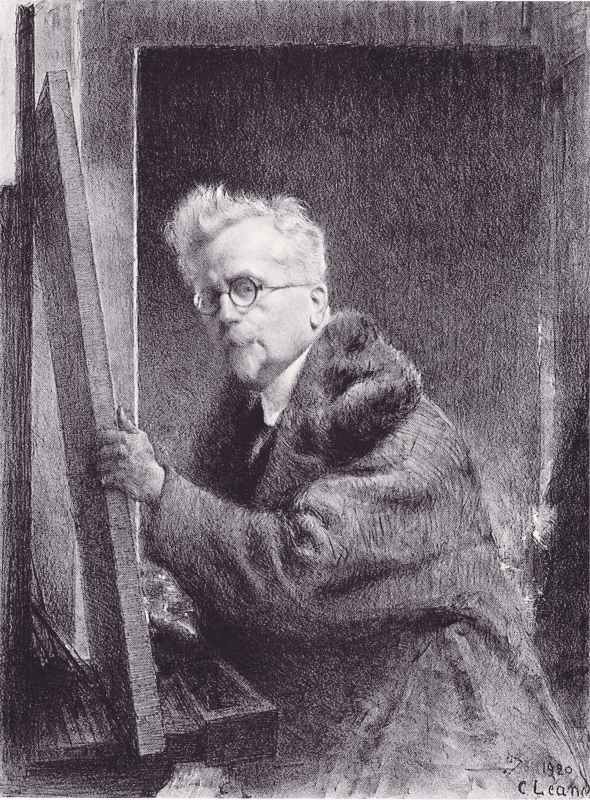
Charles Léandre, Autoportrait, 1920.

Elle porte le nom du peintre, illustrateur et caricaturiste montmartrois Charles Léandre (1862-1934).

## Historique
Mis en service en 1724, le moulin desPrés, appelé aussi moulin de la Béquille, occupait l’emplacement de la villa. Menacé d’effondrement dans les carrières souterraines, il est détruit en 1828. 
La villa Léandre est une voie créée en 1926 sous le nom de « villa Junot » à la place d’un vaste bidonville surnommé le maquis de Montmartre. Elle prend sa dénomination actuelle en 1936 et est classée dans la voirie parisienne par un arrêté municipal du 1er mars 1990.

## Bâtiments remarquables et lieux de mémoire

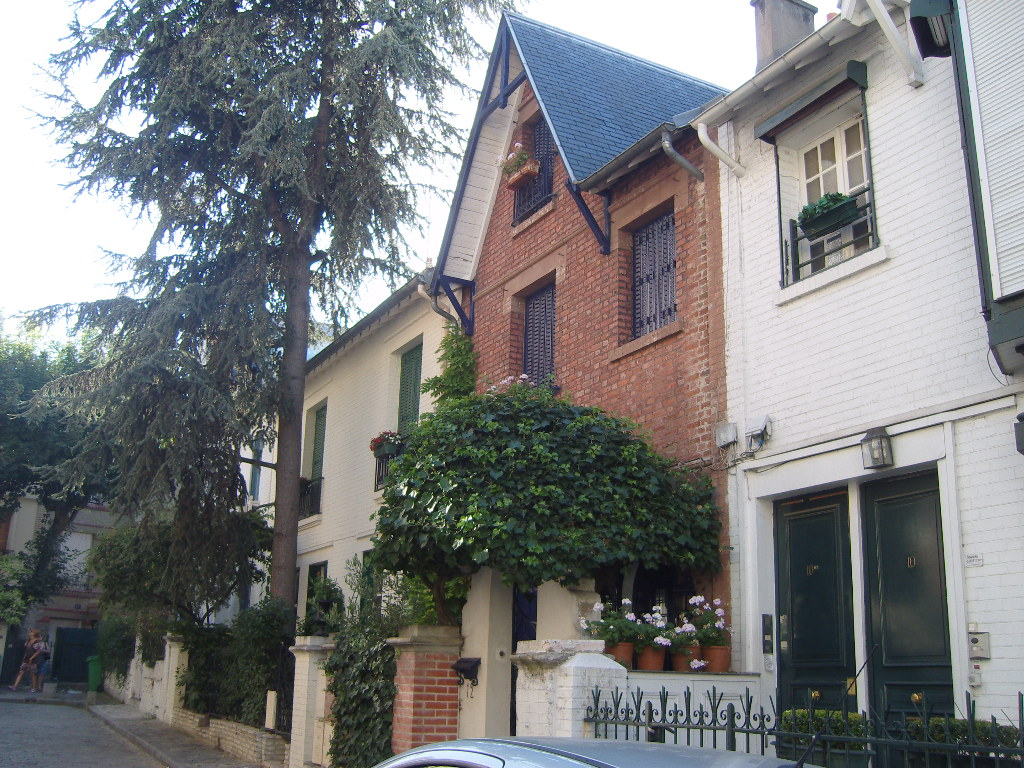
Maisons de la villa.

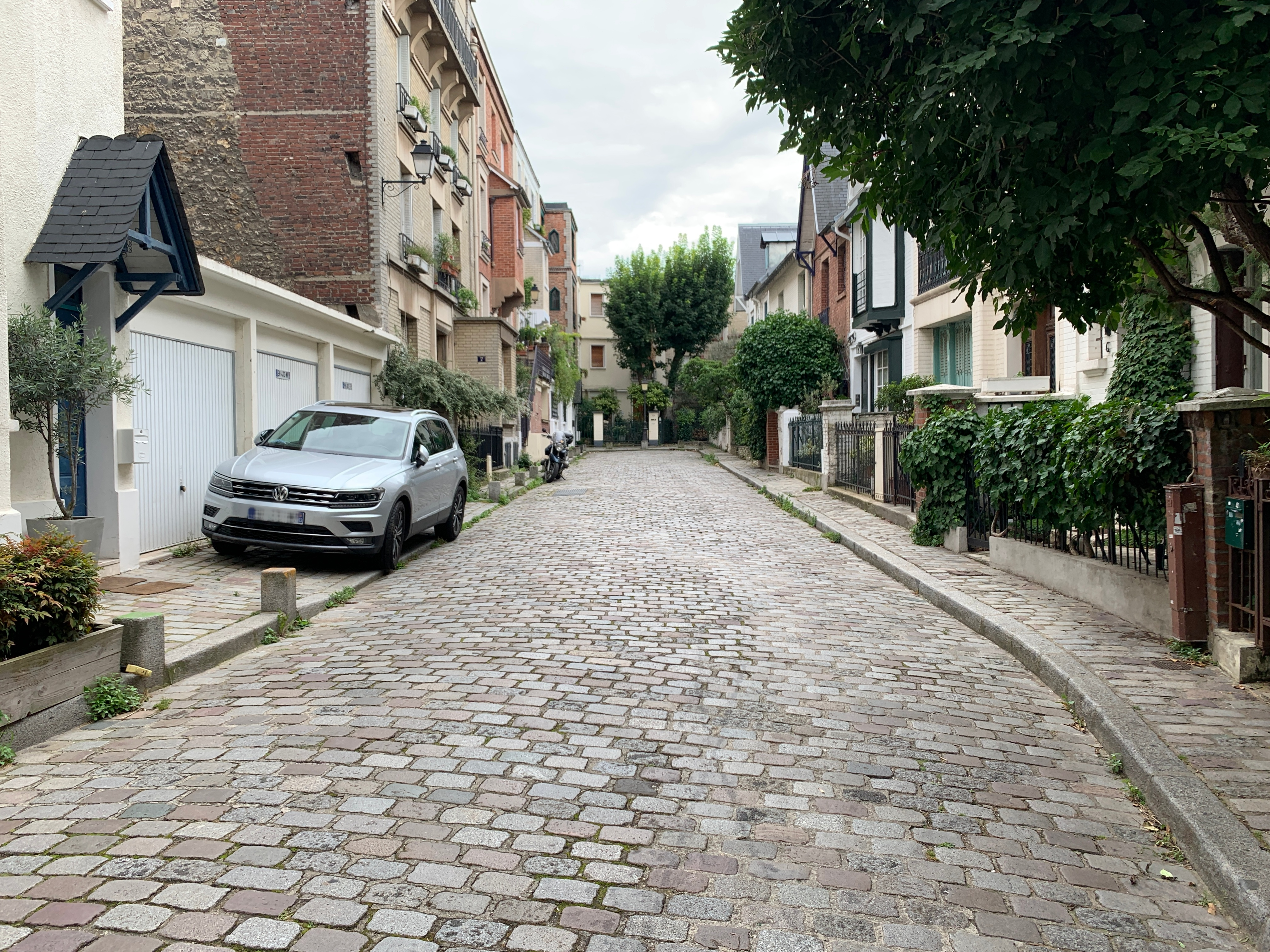
La villa en 2021.

- Louis Vuldy (1879-1970), ingénieur, architecte et marchand de biens, construit tous les immeubles et toutes les maisons qui bordent la villa Léandre, au cours des années 1920[4].
- No 8 bis : l’écrivain Roger Vailland (1907-1965) a habité dans cette maison. L’officier d’aviation et agent secret polonais Roman Czerniawski y est arrêté par la Gestapo en 1941[3].
- No 10 : maison achetée dans les années 1970 par l’acteur Michel Piccoli pour sa femme, la chanteuse, Juliette Greco ; celle-ci n’y habitera cependant jamais, refusant de quitter Saint-Germain-des-Prés, son quartier d’élection[3]. À droite de l’entrée, une petite plaque indique que le visiteur se trouve devant le 10 Downing Street, jouant de la ressemblance avec la résidence officielle du Premier ministre du Royaume-Uni[3].